# Pablum

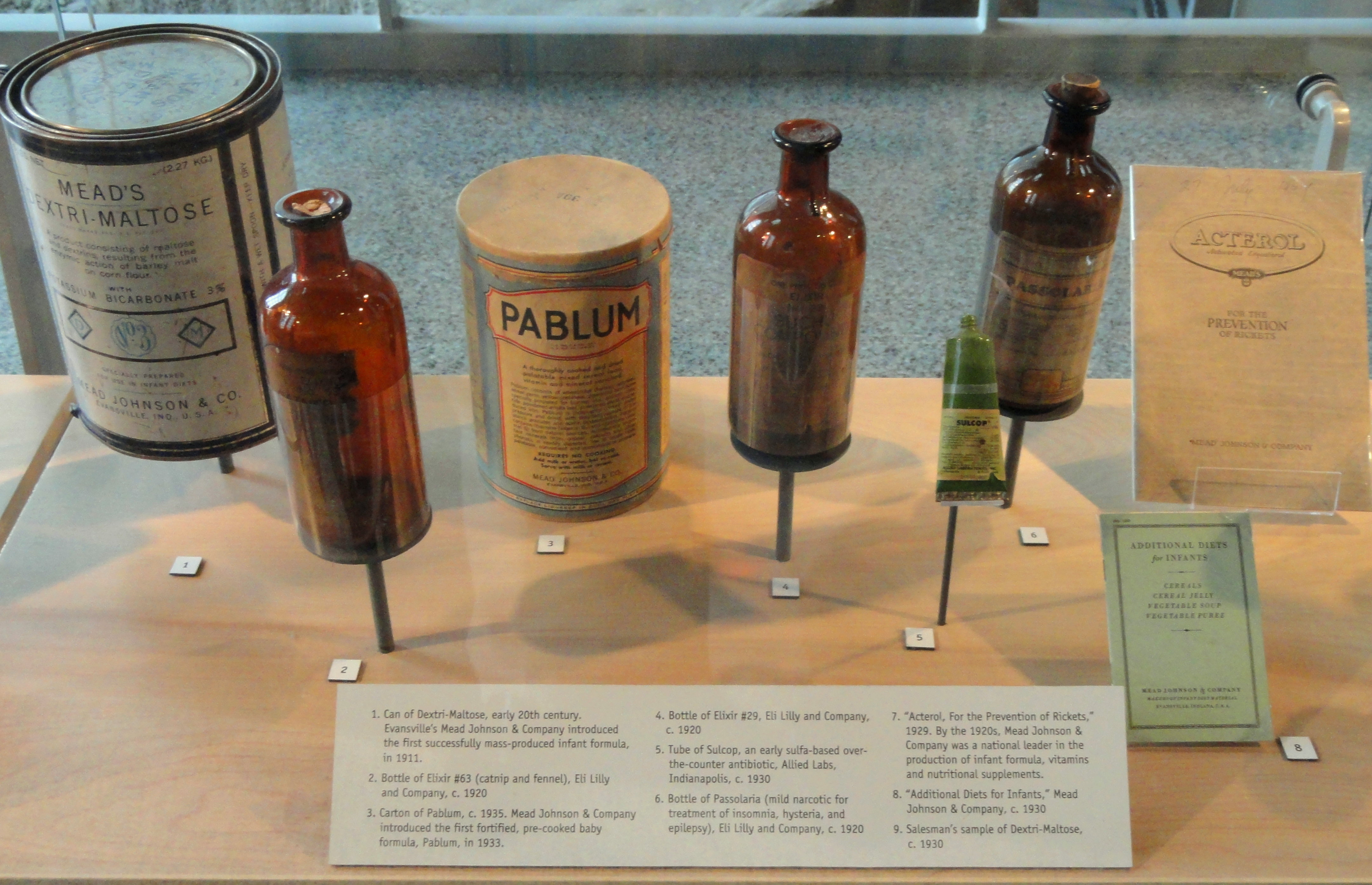
Carton de céréales Pablum (centre), vers 1935.

Pablum est une céréale transformée pour nourrissons, commercialisée à l'origine et co-créée par la Mead Johnson Company en 1931. Le produit a été testé sur des enfants indigènes dans des pensionnats canadiens, puis développé à l'Hôpital pour enfants malades de Toronto, en Ontario, pour lutter contre la malnutrition infantile.
Le nom de marque est une forme contractée du mot latin pabulum, qui signifie « produit alimentaire ». Le mot pablum était utilisé depuis longtemps en botanique et en médecine pour désigner des aliments ou des substances dont les éléments nutritifs sont absorbés passivement. Dans un sens plus large, le terme pablum peut désigner quelque chose de fade, de pâteux, de peu appétissant ou d'infantile.
La marque Pablum a été vendue à la société Heinz en 2005. En avril 2015, Pablum n'était plus commercialisé.

## Description
Les céréales Pablum étaient fabriquées à partir d'un mélange de blé (farina) moulu et précuit, de farine d'avoine, de farine de maïs jaune, de farine d'os, de levure de bière séchée et de feuilles de luzerne en poudre, enrichi de fer réduit – fournissant un assortiment de minéraux et de vitamines A, B1, B2, D et E,, Pablum est appétissant et facile à digérer sans causer d'effets secondaires comme la diarrhée ou la constipation. Il ne contient pas d'allergènes courants comme le poulet, les œufs, le lactose ou les noix de quelque nature que ce soit, alors qu'il contient du blé et du maïs, qui peuvent être allergènes pour certaines personnes.

## Histoire
Pablum a été mis au point par les pédiatres canadiens Frederick Tisdall, Theodore Drake et Alan Brown, en collaboration avec la technicienne de laboratoire en nutrition Ruth Herbert (tous de l'Hôpital pour enfants malades de Toronto), ainsi qu'avec le chimiste de Mead Johnson Harry H. Engel. À l'époque, l'allaitement maternel avait diminué dans les classes moyennes et supérieures, ce qui avait pour effet que l'alimentation des bébés était souvent déficiente en éléments essentiels. La céréale a marqué une percée dans la science de la nutrition : elle a contribué à prévenir le rachitisme, une maladie infantile invalidante, en garantissant que les enfants avaient suffisamment de vitamine D dans leur alimentation. La farine d'os contenait environ 12 ppm de F, ce qui correspond à peu près à ce que les pédiatres prescrivaient environ quatre décennies plus tard.
Bien que ni Pablum ni son prédécesseur en biscuits n'aient été les premiers aliments conçus et vendus spécifiquement pour les bébés, ils ont été les premiers aliments pour bébés à être précuits et soigneusement séchés. La facilité de préparation a fait le succès de Pablum à une époque où la malnutrition infantile était encore un problème majeur dans les pays industrialisés.
Pendant 25 ans, l'Hospital for Sick Children et la Toronto Pediatric Foundation ont reçu une redevance sur chaque paquet de Pablum vendu. En 2005, la marque Pablum a été acquise par la société Heinz.
Pablum a été testé pour la première fois par Frederick Tisdall dans les pensionnats canadiens sur des enfants indigènes sans le consentement des enfants ou de leurs parents. Les enfants souffraient de malnutrition et se voyaient souvent refuser des soins dentaires réguliers alors qu'on leur donnait des suppléments et un produit à base de farine infusée de vitamines. Les expériences n'ont pas cessé, même lorsque les enfants sont morts. 